# Bembibre
Bembibre è un comune spagnolo di 10 348 abitanti situato nella comunità autonoma di Castiglia e León, nella provincia di Llión/Leon, città principale della valle del fiume Boeza e del Bierzu Altu (Bierzo Alto). Pur dipendendo dall'attività mineraria ha diversificato la sua economia con alcune industrie in cui si distinguono le distillerie di acquavite e di liquori e le industrie chimiche.

## Storia
La città ha origini medievali e data nel periodo di ripopolamento del Bierzo ad opera di Alfonso IX nel XII secolo. L'esistenza di un castello, di diverse chiese e di una sinagoga comprovano l'importanza che la città ebbe nel Medio Evo in cui era situata nel quartiere odierno della Villa Vieya (Villa Vecchia), parte alta attorno ai pochi ruderi di un ampio Castiellu (Castello) del XIV secolo, di cui restano le fondamenta, convertito oggi in una piazza da cui escono le piccole strade in discesa che portano fino a un borgo dove ci sono la chiesa di San Pedru del secolo XV che fu in passato una sinagoga e la Casa'l Conceyu (Consiglio Comunale).
Durante la rivoluzione del 1934 la chiesa fu incendiata e si persero molte opere d'arte ivi contenute fra le quali il cosiddetto Cristo rosso. I rivoluzionari al posto del Cristo rosso misero un cartello che diceva Cristo rosso perdoniamo te perché sei dei nostri. Notevoli sono anche il Santuario del Ecce Homo del XIX secolo e il Museo Municipal del Bierzo Alto che occupa l'edificio dell'antico Hospital del Peregrino. Come tutto il Bierzo la città fu interessata nel Medio Evo dai pellegrinaggi di Santiago.
Le feste principali sono il Carnaval e la Fiesta del Ecce Homo del 14 settembre con gare sportive, esibizioni di danze spagnole con cavalli, mercato interculturale e Festival Bembrirock. La lingua leonese è ancora molto usata in questo comune.

## Villaggi
- Arlanza
- Bembibre
- Llabaniegu (Labaniego)
- Llousada (Losada)
- Rodaniellu (Rodanillo)
- San Esteban del Toral
- San Román de Bembibre
- Santibañe del Toral (Santibáñez del Toral)
- Viñales